# Izvorul lui Suvorov
Izvorul lui Suvorov este un monument al naturii de tip hidrologic în raionul Căușeni, Republica Moldova. Este amplasat în vâlceaua de la 1,5 km nord-vest de satul Hagimus. Ocupă o suprafață de 0,5 ha. Obiectul este administrat de Primăria satului Hagimus.

## Descriere

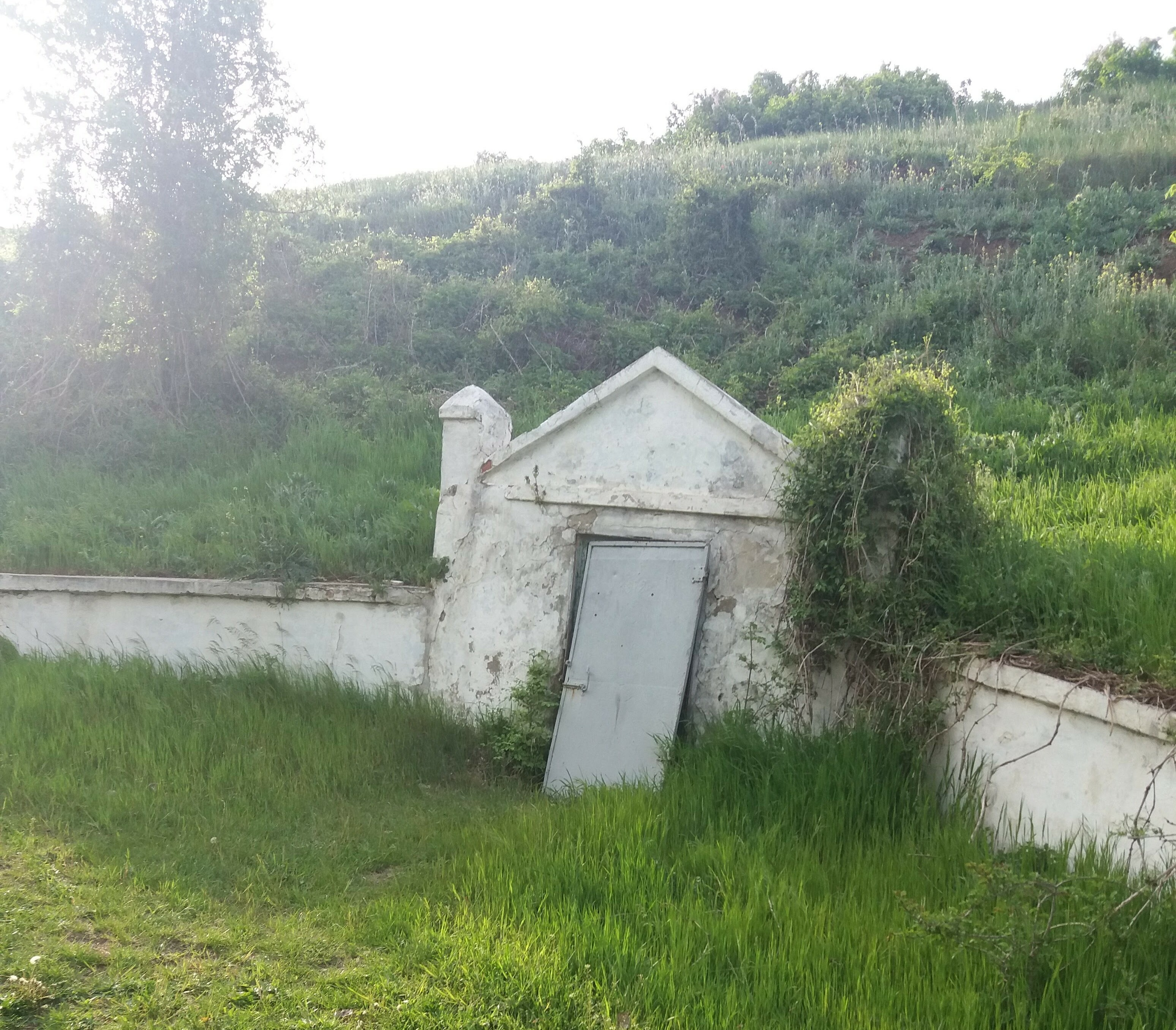
Locul de izvorâre

Aria protejată se află într-o zonă forestieră. În locul de izvorâre a apei este amenajat un rezervor cu pereți de piatră tencuiți și uși de metal. De aici, printr-o țeavă, apa se scurge spre marginea unei terase cu gard de piatră.
Izvorul are apă rece, este oligomineral după gradul de mineralizare și descedent de vale din punct de vedere geologic. După compoziția chimică, este un izvor cu apă hidrocarbonată-–sodiu-magnezică(HCO3; Na–Mg). Apa este considerată potabilă, nu are miros, este incoloră, neutră (pH 7,3) și nepoluată cu nitrați (29 mg/l, adică 58% din concentrația maxim admisă).

## Statut de protecție
Numit în cinstea generalului rus Aleksandr Suvorov, izvorul este un obiect hidrologic de valoare națională. Are un debit foarte mare, de 200 l/min. Este o sursă importantă de apă pentru gospodarii care muncesc pe câmpurile agricole din apropiere. De asemenea, alimentează lacul de acumulare construit în aval.
Izvorul se află sub protecția statului conform Legii nr. 1538 privind fondul ariilor naturale protejate de stat, în anexele căreia se atestă că se afla din 1998 în proprietatea comună a Întreprinderii Agricole „Nistru” și Primăriei comunei Hagimus. Între timp, monumentul natural a trecut în totalitate la balanța Primăriei.
Starea ecologică este moderată: izvorul este separat de agrocenoze prin fâșia forestieră, iar pășunatul este sporadic. Se recomandă înverzirea terenului adiacent și amenajarea canalului de scurgere a apei în luncă.